# Turistická značená trasa 1920
 Turistická značená trasa 1920 je šest kilometrů dlouhá modře značená turistická trasa Klubu českých turistů ve Svitavské pahorkatině a v okresech Chrudim a Svitavy spojující Proseč s Jarošovem.. Převážná část trasy vede územím přírodní rezervace Maštale. Převažující směr trasy je severovýchodní.

## Průběh trasy
Turistická trasa 1920 má svůj počátek na náměstí v Proseči, kde nenavazuje na žádnou jinou turistickou trasu. Vede městskými ulicemi a kolem fotbalového hřiště na severovýchodní okraj města a odtud pokračuje po polní cestě stejným směrem do chatové osady Borka, kde vstupuje na území rezervace. Trasa pokračuje dále k severovýchodu po lesní cestě na skalnatý hřeben mezi údolím Novohradky a Farského potoka. Na něm se nachází rozcestí se zeleně značenou trasou 4323 z Boru u Skutče do Toulovcových maštalí. Trasa 1920 poté klesá z hřebenu do údolí východně od něj a postupně vstupuje do souběhu s červeně značenou trasou 0448 z Budislavi do Boru u Skutče a žlutě značenou trasou 7332 z Poličky do Nových Hradů. Společně pak vedou do osady Vranice. Odtud trasa již samostatně stoupá východním směrem po místní komunikaci do Jarošova, kde v centru obce končí bez návaznosti na žádnou další turistickou trasu.

## Historie
Trasa dříve opouštěla Proseč po silnici II/359 východním směrem a z ní se stáčela k severu po příjezdové komunikaci k osadě Borka, kde se napojovala na současnou trasu.

## Turistické zajímavosti na trase
- Trojiční sloup v Proseči
- Přírodní rezervace Maštale